# Frank Friday Fletcher

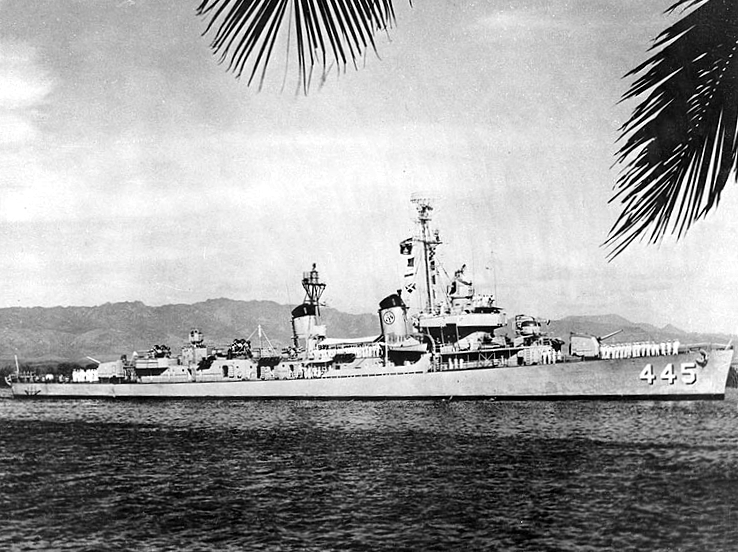
USS Fletcher (DD-445) romboló Pearl Harborban, 1964 táján

Frank Friday Fletcher (Oskaloosa, 1855. november 23. – New York, 1928. november 28.) amerikai tengernagy, Frank Jack Fletcher nagybátyja.
Az Iowa állambeli Oskaloosában született. 1875-ben végezte el az USA Tengerészeti Akadémiáját. 1914. április 21-22-én ellentengernagyként ő vezette az Atlanti Flotta hajóit Veracruz kikötőjének elfoglalására; ezért megkapta a legnagyobb amerikai katonai kitüntetést, a Medal of Honort.
Még abban az évben kinevezték az Atlanti Flotta főparancsnokává, és 1915. március 10-én admirálissá léptették elő. 1916-tól nyugdíjba vonulásáig, 1919. november 23-ig a flotta vezérkarában szolgált. Első világháborús teljesítményéért is kitüntették; nyugdíjba vonulása után kétszer is reaktiválták egy-egy rövidebb időre.
Róla nevezték el a USS Fletcher (DD-445) hadihajót, a második világháborúban nagy hírnévre szert tett rombolóosztály névadó hajóját.